# Пушкінська (станція метро, Ташкент)
41°19′18″ пн. ш. 69°18′40″ сх. д. / 41.32167° пн. ш. 69.31111° сх. д.
Пушкінська (узб. Pushkin) — станція Чилонзорської лінії Ташкентського метрополітену розташована між станціями Хамід Олімджон і Буюк Іпак йулі. 		
Відкрита 18 серпня 1980 у складі другої черги Чилонзорської лінії.
Колонна трипрогінна станція мілкого закладення з двома підземними вестибюлями.
Мармурові колони станції у верхній частині прикрашені світильниками виконаними у вигляді гірлянд свічок. Такі ж по стилю свічки прикрашають стіни сходових спусків до платформи, вони встановлені на литих чавунних кронштейнах.
Стіни станції прикрашають бронзові панно, на одному з них зображений О. С. Пушкін.
Підлога станції викладена полірованим сірим гранітом, стіни станції, а також колони у вестибюлі оздоблені мармуром білого і рожевого відтінків.

## Ресурси Інтернету
- Пушкінська (станція метро, Ташкент) [Архівовано 17 травня 2014 у Wayback Machine.](рос.)